# Deinopis amica
Deinopis amica là một loài nhện trong họ Deinopidae.
Loài này thuộc chi Deinopis. Deinopis amica được miêu tả năm 1957 bởi Schiapelli & Gerschman.